# Gian Antonio Cibotto
Gian Antonio Cibotto (Rovigo, 8 maggio 1925 – Rovigo, 12 agosto 2017) è stato un giornalista, critico teatrale, scrittore, direttore teatrale e critico letterario italiano.

## Biografia
Nato in una famiglia cattolica e antifascista, si laureò in Giurisprudenza all'Università degli Studi di Padova. Negli anni Cinquanta si trasferì a Roma, dove approdò alla Rizzoli e alla Fiera letteraria di Vincenzo Cardarelli e Diego Fabbri e si dedicò principalmente al giornalismo e alla critica letteraria e teatrale (Resto del Carlino, Giornale d'Italia, Il Gazzettino e La Fiera Letteraria). Appassionato di teatro, ha diretto per anni il Teatro stabile del Veneto Carlo Goldoni. [in quali anni? Da verificare!]
Il suo debutto come narratore avvenne nel 1954, pubblicando per Neri Pozza Cronache dell'alluvione, un resoconto in forma di diario della tragica alluvione del Polesine del novembre 1951. Il Veneto, sua terra natia, ha rappresentato una costante all'interno della sua produzione narrativa..
Cibotto, inoltre, fece parte della Giuria dei Letterati del Premio Campiello dalla prima edizione del 1963 fino al 1999, tranne che nel 1972, quando ricoprì il ruolo di Presidente.
Nel 2018, un anno dopo la scomparsa dello scrittore, è stato fondato a Rovigo il Premio Letterario Internazionale "Gian Antonio Cibotto", giunto alla sua V edizione.

## Onorificenze e riconoscimenti
- 1958 - Cinquina Premio Strega per La coda del parroco;
- 1965 - Cinquina Premio Strega per La vaca mora;
- 1975 - Premio Guidarello;
- 1982 - Premio Napoli per Stramalora;[5]
- 1982 - Premio Comisso per Stramalora;[6]
- 1991 - Premio Flaiano di Letteratura Premio per l'elzeviro (per gli articoli apparsi sul Gazzettino).

## Opere
- Cronache dell'alluvione. [Polesine 1951], Venezia, Neri Pozza, 1954; Venezia, Marsilio, 1988, ISBN 978-88-317-5075-2; Collana Tascabili n.541, Milano, Bompiani, 1991, ISBN 978-88-452-1802-6; con testi di Cesare De Michelis, Gian Antonio Stella, Vittorio Sgarbi, Elisabetta Sgarbi, Collana Oceani, Milano, La nave di Teseo, 2021, ISBN 978-88-346-0851-7.
- La coda del parroco, Firenze, Vallecchi, 1958; Collana "900", Venezia, Marsilio, 1983, ISBN 978-88-317-4608-3; Collana I Narratori delle Tavole, Vicenza, Neri Pozza, 2005, ISBN 978-88-545-0033-4.
- Scano Boa, Milano, Rizzoli, 1961; Collana I Tascabili n.44, Venezia, Marsilio, 1996, ISBN 978-88-317-6344-8; Collana Romanzi e racconti, Marsilio, 2018, ISBN 978-88-317-1317-7.
- La rotta, Milano, Rizzoli, 1962.
- La vaca mora, Firenze, Vallecchi, 1964; Collana  "900", Venezia, Marsilio, 1985, ISBN 978-88-317-4916-9; Collana I Tascabili, Venezia, Marsilio, 2003, ISBN 978-88-317-8301-9.
- Stramalora, Venezia, Marsilio, 1982-1998; Milano, La nave di Teseo, 2023.
- Diario veneto, Collana Le opere e i giorni, Venezia, Marsilio, 1985, ISBN 978-88-317-4825-4.
- Veneto segreto, Collana Le opere e i giorni, Venezia, Marsilio, 1987, ISBN 978-88-317-5020-2.
- Veneto d'ombra, Collana Le opere e i giorni, Venezia, Marsilio, 1989, ISBN 978-88-317-5275-6.
- Un certo veneto, Collana Le opere e i giorni, Venezia, Marsilio, 1991, ISBN 978-88-317-5604-4.
- Il doge è sordo, Collana Gli specchi della memoria, Venezia, Marsilio, 1993, ISBN 978-88-317-5931-1.
- Proverbi calabri, Torino, La Stampa, 1993, ISBN 978-88-778-3070-8.
- Proverbi veneti, Torino, La Stampa, 1993, ISBN 978-88-778-3068-5; Firenze, Giunti, 2007; col titolo Proverbi del Veneto, Firenze, Giunti, 2000, ISBN 978-88-090-1782-5.
- Razza de mona, Vicenza, Neri Pozza Editore, 1994, ISBN 88-7305-477-3.
- Proverbi romaneschi, Collana Proverbi d'Italia, Firenze, Giunti, 1996, ISBN 978-88-092-0833-9.
- Contropelo. Incontri e scontri con i protagonisti della cultura italiana, Venezia, Neri Pozza, 1996, ISBN 978-88-730-5540-2.
- San Sebastiano con la viola in mano, Vicenza, Neri Pozza, 1997, ISBN 978-88-730-5613-3.
- Amen. Versi in lingua e in dialetto, Collana Gli specchi della memoria, Venezia, Marsilio, 1998, ISBN 978-88-317-7090-3.
- In paradiso con la carrozza, Venezia, Marsilio, 1999, ISBN 978-88-730-5729-1.
- I giorni della merla, Collana I Narratori delle Tavole, Vicenza, Neri Pozza, 2000, ISBN 978-88-730-5765-9.
- Città nobili del Veneto, con Nevio Doz, Grafica e Arte, 2001, ISBN 978-88-720-1221-5.
- Il principe stanco, Collana I Narratori delle Tavole, Vicenza, Neri Pozza, 2002, ISBN 978-88-730-5894-6.
- I veneti sono matti, a cura di Tiziana Agostini, Collana I Narratori delle Tavole, Vicenza, Neri Pozza, 2003, ISBN 978-88-730-5948-6.
- Veneto. Immagini del XIX e del XX secolo dagli Archivi Alinari, Ediz. illustrata, Alinari Idea, ISBN 978-88-729-2431-0.
- Elementi per una storia del teatro veneto... e la rivoluzione dei topinambur, con Giancarlo Marinelli, Il Leggio, 2004, ISBN 978-88-832-0056-4.
- Bassa marea. Versi in lingua e in dialetto, Collana Gli specchi della memoria, Venezia, Marsilio, 2006, ISBN 978-88-317-9090-1.

### Traduzioni
- Petronio Arbitro, Satiricon, 2 voll., Introduzione e versione italiana di G.A. Cibotto, tavole di Fabrizio Clerici, Roma, Canesi, 1963; Roma, Newton Compton, 1972.